# منطقة التماس

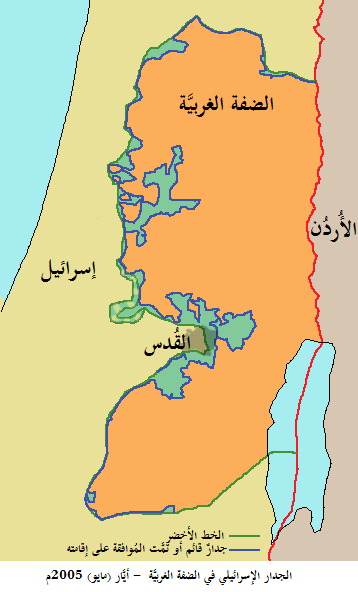
مسار الجدار (وفقًا لرأي محكمة العدل الدولية حول قضية الجدار) اعتبارًا من مايو 2005. منطقة التماس ، وهي المنطقة الواقعة بين الجدار (وفقًا لرأي محكمة العدل الدولية في قضية الجدار) وخط الهدنة العربية الإسرائيلية لعام 1949، باللون الأزرق والأخضر.

منطقة التماس (بالإنجليزية: Seam Zone)‏ هو مصطلح يستخدم للإشارة إلى منطقة أرض في الضفة الغربية التي تقع تحت حكم الإحتلال وتقع شرق الخط الأخضر وغرب جدار الفصل العنصري، ويسكنها إلى حد كبير المستوطنون وجيش الإحتلال في مستوطنات مثل ألفي منشيه وآرييل وبيت أري وموديعين عيليت، جفعات زئيف، معاليه أدوميم، بيتار عيليت وإفرات.
اعتبارًا من عام 2006، قدّر أن حوالي 57000 فلسطيني يعيشون في قرى تقع حبيسة في منطقة التماس، يفصلها الجدار عن بقية الضفة الغربية (وفقًا لرأي محكمة العدل الدولية حول قضية الجدار). قدرت الأمم المتحدة أنه إذا تم الانتهاء من سلسلة الجدران والأسوار والأسلاك الشائكة والخنادق على طول المسار المخطط لها، فإن حوالي ثلث سكان الضفة الغربية سيتأثرون - سيتمركز 274000 في منطقة حبيسة في منطقة التماس وينفصل حوالي 400000 عن مجالاتهم، وظائفهم، المدارس والمستشفيات. أمرت المحكمة العليا بإجراء تغييرات على مسار الجدار لتقليل عدد الأشخاص الذين يغادرون منطقة التماس أو يتأثرون بها - وفقًا لحكم المحكمة، يبلغ العدد الآن 35000.
في يوليو 2006، توقعت بتسيلم أن 8.5 في المائة من الضفة الغربية، بما فيها القدس الشرقية، ستكون في منطقة التماس. تحتوي هذه المنطقة أيضًا على تسع وتسعين مستوطنة (بما في ذلك 12 مستوطنة في القدس الشرقية) في العديد من المناطق المكتظة بالسكان بالقرب من الخط الأخضر - وهي المناطق التي اقترح اتفاق جنيف إمكانية نقلها إلى مناطق الاحتلال كجزء من تبادل الأراضي المتفق عليه مع الفلسطينيين. منطقة التماس هي موطن لحوالي 381,000 مستوطن (192,000 في القدس الشرقية).

## الهدف
وفقًا لمسؤولي الاحتلال، فإن قرار إنشاء المنطقة ينطوي على أسباب متعددة. من بينها «الحاجة إلى إنشاء» منطقة عازلة «من خلال إبعاد الجدار عن منازل المستوطنين الذين يعيشون بالقرب منهم». وفقًا لمكتب المدعي العام، «هذه المنطقة العازلة ضرورية لضرب المقاومين المعرضين لعبور الجدار قبل تنفيذ مخططهم». وهناك اعتبار آخر تم الاستشهاد به هو الحاجة إلى «الدفاع عن القوات التي تحمي الجدار من خلال إدارة المسار في المناطق التي لا يمكن السيطرة عليها [طبوغرافيا] من شرق الجدار». يزعم أنه بسبب التضاريس في المنطقة، التي تدير الجدار بالكامل على طول الخط الأخضر، «لن تمكن حماية الجنود الذين يقومون بدوريات على الجدار، والذين سيجدون أنفسهم في كثير من الحالات في وضع طبوغرافي أقل».

### الهيكل القانوني ونظام التصاريح
تم تعيين منطقة التماس على أنها «منطقة مغلقة» للأشخاص الفلسطينيون واليهود في الخارج عن طريق أمر عسكري، وهو أمر جيش الاحتلال بشأن اللوائح الأمنية (يهودا والسامرة) (رقم 378)، 5730-1970، إعلان بشأن الإغلاق منطقة لا. اس/ 2/03 (منطقة التماس)،  الصادرة في 2 أكتوبر 2003. وينص الأمر على أنه «لن يدخل أي شخص إلى منطقة التماس ولن يبقى أحد هناك». لكن اللائحة لا تنطبق على الإسرائيليين. لأغراض الطلب، يتم تعريف «إسرائيلي» على أنه «مواطن من دولة إسرائيل، مقيم في دولة إسرائيل مسجل في سجل السكان وفقًا لقانون السجل السكاني وأي شخص مؤهل للهجرة إلى إسرائيل وفقًا لقانون العودة».
في اليوم السابق لإصدار الأمر العسكري، أصدرت وزارة الخارجية التابع للإحتلال بيانًا لمجلس الوزراء أوضح أن إنشاء منطقة التماس كان «ذا أهمية قصوى»، مشيرة أيضًا إلى «الحاجة الأمنية القوية لبناء حاجز أمني» في «منطقة التماس» وفي «مظروف القدس».

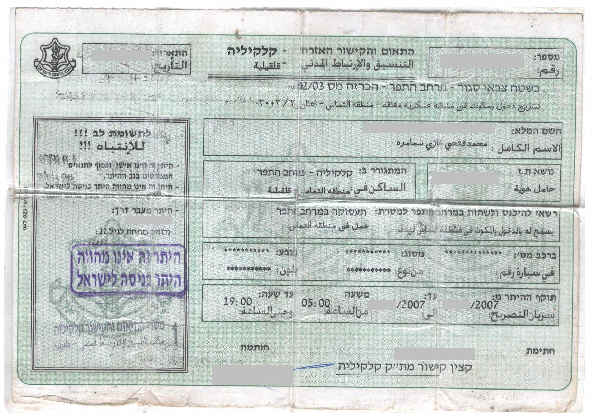
صورة لتصريح، تصريح العمل المطلوب للسكان الفلسطينيين الذين يعيشون في منطقة التماس أو بالقرب منها

يُسمح للفلسطينيين الذين يعيشون بالقرب من منطقة التماس بالدخول والإقامة إذا كانوا يحملون تصريحًا مكتوبًا، تصريح باللغة العربية،  يسمح لهم بالإقامة الدائمة. يمكن للفلسطينيين غير المقيمين في منطقة التماس التقدم للحصول على تصاريح شخصية بشرط أن يكون لديهم سبب محدد. يجب تقديم التصاريح مقدما. هناك 12 فئة مختلفة من التصاريح الشخصية، بما في ذلك للمزارعين والموظفين وأصحاب الأعمال وموظفي السلطة الفلسطينية. المعايير المحددة لقبول أو رفض التصاريح الشخصية غير مبينة في اللوائح.
يجب على حاملي التصاريح التقدم بطلب للحصول على إذن خاص إذا كانوا يرغبون في السفر بالسيارة أو إحضار البضائع أو الإقامة طوال الليل في منطقة التماس. حتى أولئك الذين يحملون تصاريح دائمة أو شخصية يقتصرون على عبور الحاجز عند البوابة الفردية المحددة في التصريح. تصاريح الشخصية الممنوحة، بما في ذلك تلك الصادرة للمزارعين الذين يرغبون في الوصول إلى أراضيهم، وغالبا ما تكون صالحة فقط لفترة محدودة. يقتصر الوصول إلى منطقة التماس لحاملي التصاريح على أنظمة التشغيل المحددة للبوابة المعنية. تختلف الإجراءات وساعات العمل فيها من بوابة إلى أخرى ولا يمكن التنبؤ بها دائمًا.
وفقًا لمكتب الأمم المتحدة لتنسيق الشؤون الإنسانية (يونيسف)، في يوليو 2005، تم رفض 38% من طلبات الحصول على تصريح. لاحظت مجموعات حقوق الإنسان التابعة للاحتلال والفلسطينية أن هناك ميلاً متزايداً لمنح التصاريح فقط لملاك الأراضي المسجلين وذريتهم المباشرين. لذلك يتم استبعاد القوى العاملة في القطاع الزراعي الفلسطيني الكثيف العمالة. بالإضافة إلى القيود التي يواجهها حتى حاملي التصاريح، هناك ميل متزايد إلى عدم زراعة الأرض في منطقة التماس. بموجب قانون الاحتلال، يمكن مصادرة الأراضي غير المزروعة لمدة ثلاث سنوات متتالية وإعلان «أراضي الدولة». وفقًا لمكتب الأمم المتحدة لتنسيق الشؤون الإنسانية (يونيسف)، تم بالفعل إعلان أن معظم الأراضي في منطقة التماس «أرض تابعة للدولة».

## النقد
طعنت جماعات حقوق الإنسان، بما في ذلك تلك الموجودة في المناطق المحتلة، في شرعية كل من الجدار الفاصل ومنطقة التماس بموجب القانون الدولي. على سبيل المثال، في عريضة مقدمة إلى المحكمة العليا، ذكرت هموكيد (مركز الدفاع عن الفرد) أن:
«إن شبكة الإعلان والأوامر قد انبثقت في منطقة التماس، نظام فصل عنصري لا يطاق، وغير قانوني وغير أخلاقي. وبعبارة أخرى، فإن الهيكل الطبوغرافي التمييزي والقمعي يقف على بنية تحتية معيارية مخزية، لم يسبق لها مثيل في القانون الإسرائيلي».

## المدن والقرى في جيوب في منطقة التماس
اعتبارًا من عام 2010، لم يكتمل بعد جدار الفصل العنصري في جميع المناطق. وفقًا للخريطة الرسمية التي نشرتها حكومة الاحتلال،  فإن البلدات والقرى الفلسطينية التالية تقع غرب الجدار الفاصل المكتمل أو المخطط:
- برطعة (شمال طولكرم): يشمل برطعة الشرقية، أم الريحان، خربة عبد الله يونس، خربة الشيخ سعيد، خربة المنطار، وظهر الملك.
- بير نبالا (شمال غرب القدس)، ويشمل أيضًا بيت حنينا والجديرة والجيب.
- 9 قرى في منطقة بيت لحم: بتير وحوسان ونحالين ووادي فوكين والجبعة وخربة زكريا وخربة البلوطة وخليل عفانة والولجة.

كان من المخطط أصلاً أن تكون محليات خربة جبارة (بالقرب من طولكرم) وعزون ورأس الطيرة وعرب الرمادين (جميعهم بالقرب من قلقيلية) غرب الجدار. بعد ذلك، أمرت المحكمة العليا الإسرائيلية بإعادة توجيه الجدار لوضع هذه المواقع شرق الجدار.
- قلقيلية ومنطقة حبله (بما في ذلك رأس عطية وعزبة جلعود) لا يتحدثان بصرامة عن الإحاطة، حيث تربطهما شرائط ضيقة من الأرض بالمناطق الواقعة شرق الجدار. يستخدم جيش الاحتلال بشكل دوري نقاط تفتيش لتقييد الوصول إلى هذه المناطق لأسباب أمنية.[13]

## وصلات خارجية
- Humanitarian Atlas - West Bank & Gaza Strip. OCHAoPt, December 2011. (95 MiB)
- Displaced by the Wall: Forced Displacement as a Result of the West Bank Wall and its Associated Regime, Badil Resource Center for Palestinian Residency and Refugee Rights and The Norwegian Refugee Council/Internal Displacement Monitoring Centre, September 2006.
- A study by Terry Rempel on Palestinian Refugees in the West Bank and Gaza Strip for ForcedMigration.org
- Israeli Ministry of Defense website on the Israel Security Fence
- Amira Hass article on how Palestinians are now 'illegal residents'